# Вибелсхајм
Вибелсхајм (њем. Wiebelsheim) општина је у њемачкој савезној држави Рајна-Палатинат. Једно је од 134 општинска средишта округа Рајн-Хунсрик. Према процјени из 2010. у општини је живјело 596 становника. Посједује регионалну шифру (AGS) 7140161.

## Географски и демографски подаци
Вибелсхајм се налази у савезној држави Рајна-Палатинат у округу Рајн-Хунсрик. Општина се налази на надморској висини од 440 метара. Површина општине износи 7,3 km². У самом мјесту је, према процјени из 2010. године, живјело 596 становника. Просјечна густина становништва износи 81 становника/km².